# MS Berge Stahl
La MS Berge Stahl era una nave portarinfuse. Fino alla produzione della MS Vale Brasil nel 2011, era la nave da trasporto di minerale di ferro più lunga e più grande del mondo.
La Berge Stahl aveva una capacità di 364.767 tonnellate tpl. È stata costruita nel 1986 dalla Hyundai Heavy Industries. Aveva una lunghezza di 342,08 metri, un baglio di 63,5 metri e un pescaggio di 23 metri.
Il suo motore diesel MAN B&W 7L90MCE propelleva una singola elica da 9 m che permetteva una velocità massima di 13,5 nodi (25 km/h).
A causa delle sue enormi dimensioni, la Berge Stahl poteva attraccare, a pieno carico, solo in due porti del mondo: il Terminal Marítimo de Ponta da Madeira in Brasile e l'Europoort vicino a Rotterdam nei Paesi Bassi. Anche in questi porti, il passaggio doveva essere programmato in modo da coincidere con l'alta marea per evitare che la nave si incagliasse. La Berge Stahl effettuava questo viaggio circa dieci volte all'anno, ovvero un viaggio di andata e ritorno ogni cinque settimane. 
Il molo in acque profonde per il minerale di ferro, recentemente aperto a Caofeidian (Porto di Tangshan) in Cina, ha accolto la Berge Stahl a pieno carico nell'ottobre 2011. Da allora, diversi altri porti cinesi sono stati aperti per ricevere le ancora più grandi navi Valemax di proprietà della Vale. La Berge Stahl poteva operare anche da altri porti, pur se non a pieno carico. Nel settembre 2006, la nave trasportò il minerale al porto di Majishan, in Cina. Durante il viaggio di ritorno a Rotterdam, raccolse un carico parziale di minerale a Dampier, nell'Australia occidentale, e nella baia di Saldanha in Sud Africa, dove il pescaggio massimo consentito è di 21 metri.
Nell'aprile 2014, la Berge Stahl è stata per l'ultima volta messa in un bacino di carenaggio in Portogallo. L'armatore, Berge Bulk, aveva annunciato che la nave trentenne avrebbe effettuato il suo ultimo viaggio per Rotterdam nell'autunno del 2016. Successivamente, si diresse verso il bacino di carenaggio, dove fu ristrutturata prima di iniziare un nuovo contratto di trasporto di minerale di ferro dal porto di Tubarão in Brasile a Sohar, in Oman.
Nel luglio 2021 la nave è stata arenata presso il cantiere di demolizione navale Gadani e successivamente demolita.